# 吉田智誉樹
吉田 智誉樹（よしだ ちよき、1964年6月8日 - ）は、四季株式会社（劇団四季）の代表取締役社長。

## 略歴
神奈川県横浜市南区出身。神奈川県立横浜緑ケ丘高等学校を経て、慶應義塾大学文学部を卒業後、1987年四季株式会社に入社。主に広報営業関連セクションを担当。制作部広宣・ネットグループ長、2004年より執行役員広宣部長、2018年より取締役広報宣伝担当と歴任。2014年6月代表取締役社長に就任。